# Umbraculum (plante)
Cet article concerne le genre d’hépatiques. Pour le genre de mollusques, voir Umbraculum (animal).
Genre
Umbraculum est un genre d’hépatiques de la famille des Hymenophytaceae. 

## Liste d'espèces
Selon Tropicos (20 juin 2013) (Attention liste brute contenant possiblement des synonymes) :
- Umbraculum corniculatum (L.) Kuntze